# Epicypta setosa
Epicypta setosa är en tvåvingeart som beskrevs av Zaitzev 1991. Epicypta setosa ingår i släktet Epicypta och familjen svampmyggor. Inga underarter finns listade i Catalogue of Life.